# Temporada 1966-67 de la NBA
La temporada 1966-67 de la NBA fue la vigesimoprimera en la historia de la liga. La temporada finalizó con Philadelphia 76ers como campeones tras ganar a San Francisco Warriors por 4-2, dando por finalizada la dinastía de Boston Celtics de ocho anillos consecutivos.

## Aspectos destacados
- Fue la primera temporada de Chicago Bulls en la NBA.
- La NBA aumentó el calendario de temporada regular de 80 partidos por equipo a 81, y los playoffs de 3 equipos por división a 4.
- El All-Star Game de la NBA de 1967 se disputó en el Cow Palace de San Francisco, California, con victoria del Oeste sobre el Este por 135-120. Rick Barry, de los locales San Francisco Warriors, fue galardonado con el MVP del partido.

## Clasificaciones
| Equipo               | V  | D  | %V   | P  |
| -------------------- | -- | -- | ---- | -- |
| Philadelphia 76ers C | 68 | 13 | .840 | -  |
| Boston Celtics       | 60 | 21 | .741 | 8  |
| Cincinnati Royals    | 39 | 42 | .481 | 29 |
| New York Knicks      | 36 | 45 | .444 | 32 |
| Baltimore Bullets    | 20 | 61 | .247 | 48 |

| Equipo                 | V  | D  | %V   | P  |
| ---------------------- | -- | -- | ---- | -- |
| San Francisco Warriors | 44 | 37 | .543 | -  |
| St. Louis Hawks        | 39 | 42 | .481 | 5  |
| Los Angeles Lakers     | 36 | 45 | .444 | 8  |
| Chicago Bulls          | 33 | 48 | .407 | 11 |
| Detroit Pistons        | 30 | 51 | .370 | 14 |

* V: Victorias
* D: Derrotas
* %V: Porcentaje de victorias
* P: Partidos de diferencia respecto a la primera posición
* C: Campeón

## Playoffs
|  | Semifinales de División | Semifinales de División | Semifinales de División |   |               | Finales de División | Finales de División | Finales de División |  |    | Finales de la NBA | Finales de la NBA | Finales de la NBA |
|  |                         |                         |                         |   |               |                     |                     |                     |  |    |                   |                   |                   |
|  | E1                      | Philadelphia            | 3                       |   |               |                     |                     |                     |  |    |                   |                   |                   |
|  | E3                      | Cincinnati              | 1                       |   |               |                     |                     |                     |  |    |                   |                   |                   |
|  | E3                      | Cincinnati              | 1                       |   | E1            | Philadelphia        | 4                   |                     |  |    |                   |                   |                   |
|  | División Este           |                         |                         |   | E1            | Philadelphia        | 4                   |                     |  |    |                   |                   |                   |
|  |                         | E2                      | Boston                  | 1 |               |                     |                     |                     |  |    |                   |                   |                   |
|  | E4                      | E2                      | Boston                  | 1 | New York      | 1                   |                     |                     |  |    |                   |                   |                   |
|  | E4                      |                         |                         |   | New York      | 1                   |                     |                     |  |    |                   |                   |                   |
|  | E2                      | Boston                  | 3                       |   |               |                     |                     |                     |  |    |                   |                   |                   |
|  | E2                      | Boston                  | 3                       |   |               |                     |                     |                     |  | E1 | Philadelphia      | 4                 |                   |
|  |                         |                         |                         |   |               |                     |                     |                     |  | E1 | Philadelphia      | 4                 |                   |
|  |                         | O1                      | San Francisco           | 2 |               |                     |                     |                     |  |    |                   |                   |                   |
|  | O1                      | O1                      | San Francisco           | 2 | San Francisco | 3                   |                     |                     |  |    |                   |                   |                   |
|  | O3                      | Los Angeles             | 0                       |   |               |                     |                     |                     |  |    |                   |                   |                   |
|  | O3                      | Los Angeles             | 0                       |   | O1            | San Francisco       | 4                   |                     |  |    |                   |                   |                   |
|  | División Oeste          |                         |                         |   | O1            | San Francisco       | 4                   |                     |  |    |                   |                   |                   |
|  |                         | O2                      | St. Louis               | 2 |               |                     |                     |                     |  |    |                   |                   |                   |
|  | O4                      | O2                      | St. Louis               | 2 | Chicago       | 0                   |                     |                     |  |    |                   |                   |                   |
|  | O4                      |                         |                         |   | Chicago       | 0                   |                     |                     |  |    |                   |                   |                   |
|  | O2                      | St. Louis               | 3                       |   |               |                     |                     |                     |  |    |                   |                   |                   |

## Estadísticas
| Categoría                    | Jugador          | Equipo                 | Estadísticas |
| ---------------------------- | ---------------- | ---------------------- | ------------ |
| Puntos por partido           | Rick Barry       | San Francisco Warriors | 35.6         |
| Rebotes por partido          | Wilt Chamberlain | Philadelphia 76ers     | 24.2         |
| Asistencias por partido      | Guy Rodgers      | Chicago Bulls          | 11.2         |
| Porcentaje de tiros de campo | Wilt Chamberlain | Philadelphia 76ers     | 68.3         |
| Porcentaje de tiros libres   | Adrian Smith     | Cincinnati Royals      | 90.3         |

## Premios
- MVP de la Temporada
  -  Wilt Chamberlain (Philadelphia 76ers)
- Rookie del Año
  -  Dave Bing (Detroit Pistons)
- Entrenador del Año
  -  Johnny Kerr (Chicago Bulls)

| - Mejor Quinteto de la Temporada - Wilt Chamberlain, Philadelphia 76ers - Oscar Robertson, Cincinnati Royals - Jerry West, Los Angeles Lakers - Elgin Baylor, Los Angeles Lakers - Rick Barry, San Francisco Warriors | - 2.º Mejor Quinteto de la Temporada - Hal Greer, Philadelphia 76ers - Jerry Lucas, Cincinnati Royals - Bill Russell, Boston Celtics - Sam Jones, Boston Celtics - Willis Reed, New York Knicks |

- Mejor Quinteto de Rookies
  - Jack Marin, Baltimore Bullets
  - Dave Bing, Detroit Pistons
  - Erwin Mueller, Chicago Bulls
  - Lou Hudson, St. Louis Hawks
  - Cazzie Russell, New York Knicks